# Gustav Vogt
Gustav Vogt (Estrasburg, Alsàcia, 18 de març de 1781 - París, Illa de França, 3 de juny de 1870) fou un oboista i compositor francès.
Estudià en el Conservatori de la capital de França, on fou deixeble de Sallantin i formà part de diverses orquestres. El 1805 pertanyia a la música de la guàrdia de Napoleó, i amb aquesta qualitat feu la guerra d'Alemanya.
Després fou professor de l'orquestra de l'Òpera Còmica, i de 1814 a 1834 va pertànyer a la de l'Òpera, sent, a més, primer oboè de la Capella Reial i dels concerts del Conservatori i professor d'aquest establiment.
Fou notable concertista i professor en el Conservatori de Sant Petersburg on va tenir alumnes com l'Aleksandr S Famincyn i en Louis-Albert Delabarre entre d'altres. A més va compondre quatre concerts per a oboè, potpourris, marxes militars, un concert per a corn anglès. etc.
Hi ha un pianista i compositor alemany del mateix nom Gustav Vogt (pianista) (1823-1888).